# Cueva de las Manos
Cueva de las Manos (španjolski za "špilja ruku") je sustav spilja kod rijeke Pinturas unutar nacionalnog parka Francisco P. Moreno u argentinskoj pokrajini Santa Cruz, 163 km južnije od grada Perito Moreno. Najslavnija je po prapovijesnim slikarijama ruku, starima od 13.000 do 9.000 godina, po kojima je dobila i ime. One su datirane ugljikom-14 zahvaljujući ostacima frula od kostiju koje su bile korištene za nanošenje boje na zidove. Pored njih, tu se nalaze i brojne slike životinja poput gvanaka i prizori lova. Zbog toga je 1999. godine Cueva de las Manos je upisana na UNESCO-ov popis mjesta svjetske baštine u Americi kao "dokaz prvih ljudskih društava Južne Amerike".
Ljudi koji su naslikali ove slike su vjerojatno preci kulture naroda Tehuelche, lovci-sakupljači koji se ovdje javljaju oko 700. godine, a koje su zatekli europski osvajači u 19. stoljeću.

## Odlike
Sustav spilja Cueva de las Manos na liticama klanca rijeke Pinturas se nalazi na zabačenom mjestu Patagonije, na visinama od 800–1000 m, do kojega vode samo makadamski putovi.
Slike ruku su često oslikane kao negativi koji su ocrtani (okruženi) bojom. Većinom su to lijeve ruke, što pretpostavlja kako su slikari u desnoj držali cijev za prskanje.
Osim ruku tu su i prikazi ljudskih bića, gvanaka (Lama guanicoe), nandua, mačaka i drugih životinja, te geometrijskih oblika, cik-cak uzoraka, prikaza sunca i lova. Na prizorima lova su naturalistički prikazane razne lovačke tehnike, kao što je lov opkoljenih životinja, lov u zasjedi i uporaba oružja za bacanje poput bola. Slične slike, iako u manjem broju, se mogu naći u obližnjim spiljama. Tu su i crvene točkice na stropovima, koje su možda nastale potapanjem lovačkih bola u tintu, koje su potom bacane nagore.
Vezivo je nepoznato, no mineralni pigmenti su željezni oksid crvene i ljubičaste boje, te bijeli kaolin, žuti jarosit i crni oksid mangana.
- Klanac rijeke Pinturas iz spilja
- Litica sa spiljama
- Ulaz u spilju
- Slikarije ljudi u lovu na gvanakoe
- Slikarije gvanaka i simboli

## Vanjske poveznice
- službena web-stranica[neaktivna poveznica] (šp.)
- Cueva de las Manos, Perito Moreno, slike (šp.)
- Cave of Hands, Perito Moreno, slike (engl.)

### Ostali projekti
|  | Zajednički poslužitelj ima još gradiva o temi Cueva de las Manos, Río Pinturas |